# Drosera aliciae
Drosera aliciae es una planta carnívora perteneciente a la familia Droseraceae. Es nativa de Sudáfrica, junto con Drosera capensis, es una de las especies más comunes en cultivo. 

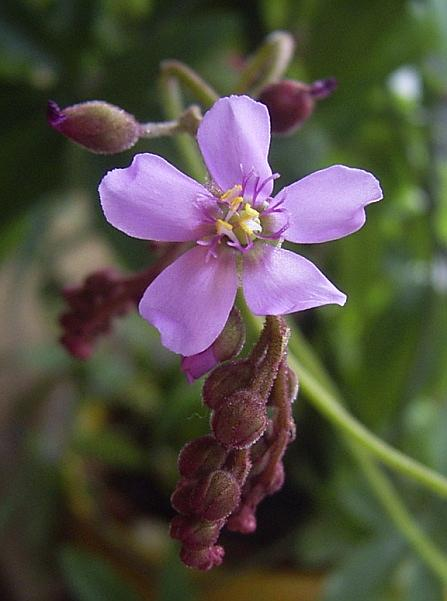
Detalle de la flor

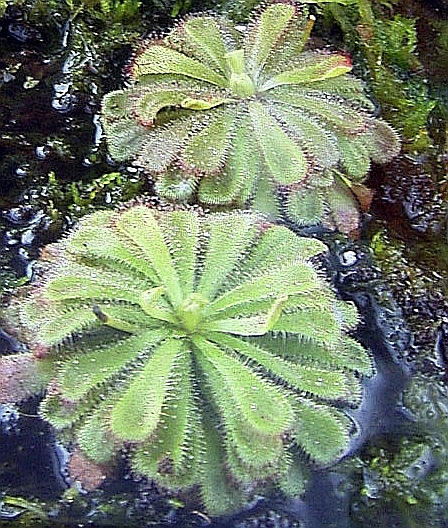
Vista de la planta

## Descripción
Es una planta pequeña que surge en apretadas rosetas, forma una cuña de hojas de hasta 5 cm de diámetro. En condiciones de buena iluminación, los tentáculos para atrapar insectos se vuelven profundamente coloreados con pigmentos de antocianinas, lo que probablemente atrae a los insectos. La planta es relativamente fácil de cultivar y produce atractivas flores de color rosa, que crecen a alrededor de 30 cm de distancia de las hojas carnívoras, a fin de evitar que los insectos polinizadores resulten atrapados. D. aliciae es muy similar en forma a un número de otras especies estrechamente relacionadas, tales como Drosera slackii, y Drosera dielsiana: la primera es bastante más grande (8 cm de diámetro), la última bastante más pequeña (3 cm de diámetro).

## Taxonomía
La especie fue descrita por Raymond-Hamet y publicado en Journal de Botanique (Morot) 19: 114. 1905.
Etimología
Drosera: tanto su nombre científico –derivado del griego δρόσος [drosos]: "rocío, gotas de rocío"– como el nombre vulgar –rocío del sol, que deriva del latín ros solis: "rocío del sol"– hacen referencia a las brillantes gotas de mucílago que aparecen en el extremo de cada hoja, y que recuerdan al rocío de la mañana.
aliciae: epíteto
Sinonimia
- Drosera curviscapa T.M.Salter, J. S. African Bot. 5: 158 (1939).[2]